# Triumph Acclaim

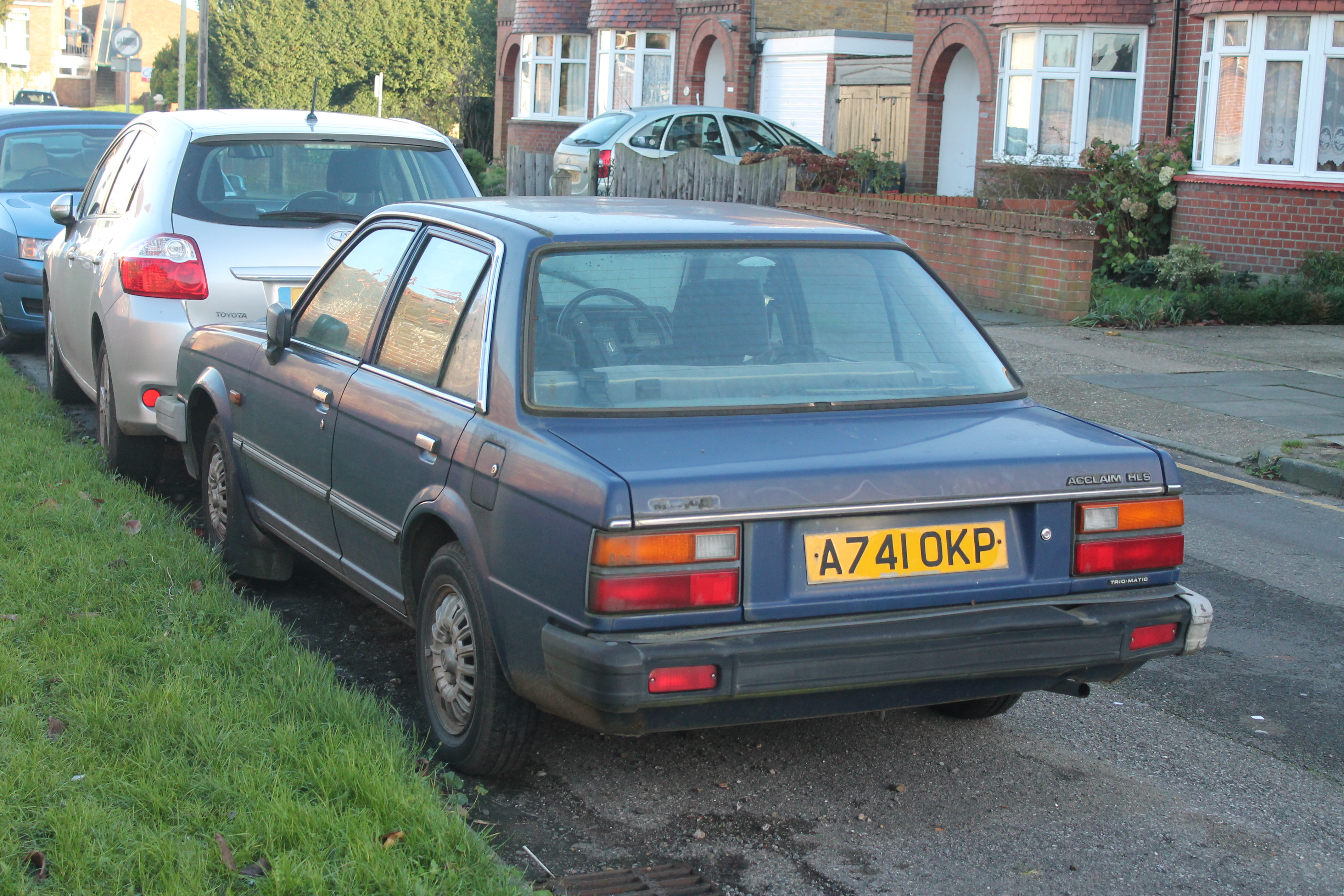
1984 Triumph Acclaim HLS Trio-Auto

Triumph Acclaim — небольшой семейный автомобиль, выпускавшийся компанией British Leyland (BL) с 1981 по 1984 год.

## Описание
Triumph Acclaim, представленный в 1981 году, стал последней моделью под брендом Triumph. Представляет собой локализованную версию Honda Ballade.
Acclaim являлся первым автомобилем, разработанным в Японии и производившимся в Европейском экономическом сообществе (ныне - Европейский Союз). В отличие от предыдущих автомобилей, Triumph Acclaim выпускался на заводе Pressed Steel Fisher Plant (англ.) в Коули (англ.), Оксфорд, Великобритания.
Основные детали, такие как трансмиссия, компоненты шасси, сборка приборной панели и большая часть электрических систем, были импортированы с заводов Honda в Японии, однако количество британских компонентов  в Acclaim постепенно увеличивалось в течение всего срока его производства.
Комплектации Triumph Acclaim: BL: L, HL, HLS и CD. В комплектацию CD входят: электростеклоподъёмники, хромированные бамперы, омыватели фар, шины 165/70 (у L были шины 145/80, а у HL & HLS — 155/80), пластиковые накладки на колёсах, велюровая обивка с карманами на спинках передних сидений, передние сиденья с подголовниками и дополнительный кондиционер.
В 1983 году автомобили Triumph Acclaim прошли фейслифтинг. Основные изменения коснулись наружных дверных ручек. Механические часы уступили место электронно-цифровым. Изменения также коснулись рулевого колеса, селектора КПП, внутренних ручек задних дверей и регулятора рециркуляции отопителя.

## Технические характеристики
Triumph Acclaim оснащался полностью легкосплавным двигателем объёмом 1335 см3 с двумя карбюраторами Keihin (у Ballade был только один карбюратор), поперечным расположением и верхним расположением распредвалов, который также применялся в Honda Civic. Крышка коромысла чёрная, из прессованной стали (у Ballade она была из литого сплава). Коробка передач — пятиступенчатая механическая или трёхступенчатая автоматическая. Привод — передний.
| Модель            | Acclaim |
| Годы производства | 1981—1984                                                                                                  |
| Конфигурация      | Бензиновый двигатель, R4, 8 клапанов, OHC, крышка и блок цилиндров из лёгкого сплава, 2 карбюратора Keihin |
| Рабочий объём     | 1335 см³                                                                                                   |
| Мощность          | 52 кВт (70 л. с.) при 5750 об/мин                                                                          |
| Крутящий момент   | 100 Н⋅м при 3500 об/мин                                                                                    |
| Компоновка        | Переднемоторная, переднеприводная                                                                          |
| Коробка передач   | 5-скор. МКПП 3-скор. АКПП                                                                                  |

## Отличия от Honda Ballade
В отличие от Honda Ballade, у Triumph Acclaim центральный значок расположен на радиаторной решётке, в то время как у Honda Ballade имелась надпись «Honda» на правой стороне радиаторной решётки. Зеркала заднего вида были расположены на дверях. Подвеска — типа Макферсон.